# Tân Việt, Yên Mỹ
Tân Việt là một xã thuộc huyện Yên Mỹ, tỉnh Hưng Yên, Việt Nam.

## Địa lý
Xã Tân Việt có vị trí địa lý:
- Phía đông và phía bắc giáp huyện Ân Thi
- Phía tây giáp xã Trung Hòa
- Phía nam giáp xã Lý Thường Kiệt.

Xã Tân Việt có diện tích 4,05 km², dân số năm 2019 là 7.890 người, mật độ dân số đạt 1.948 người/km².

## Hành chính
Xã Tân Việt bao gồm các thôn: Cảnh Lâm, Giã Cầu, Lãng Cầu, Hoan Ái, Yến Đô và khu dân cư Cống Tráng.

## Lịch sử
Trước đây, xã Tân Việt thuộc huyện Mỹ Văn cũ.
Ngày 24 tháng 7 năm 1999, Chính phủ ban hành Nghị định 60/1999/NĐ-CP về việc chuyển xã Tân Việt thuộc huyện Mỹ Văn cũ về huyện Yên Mỹ mới tái lập quản lý.

## Văn hóa
Ở xã Tân Việt có nhiều di tích cấp quốc gia có giá trị về văn hóa lịch sử cũng như kiến trúc nghệ thuật như:
- Di tích đình Hoan Ái ở thôn Hoan Ái thờ thái sư Trần Thủ Độ người đã được dân làng phong làm thành hoàng. Đình Hoan Ái đã được xếp hạng là di tích lịch sử văn hóa cấp gia.
- Di tích đình Cảnh Lâm ở thôn Cảnh Lâm thờ Đỗ Anh Vũ người đã hiến nhiều kế giúp vua, giúp dân. Đình Cảnh Lâm đã được xếp hạng là di tích kiến trúc và nghệ thuật cấp quốc gia.

## Giao thông
Các tuyến, hệ thống giao thông quan trọng đi qua xã Tân Việt:
- Quốc lộ 5B: cao tốc Hà Nội - Hải Phòng
- Tỉnh lộ 376: đi Văn Lâm, Văn Giang, Triều Dương
- Tỉnh lộ 382: đi Văn Giang, Khoái Châu, quốc lộ 38
- Tỉnh lộ 382B: sau là đường gom cao tốc Hà Nội - Hải Phòng.

## Kinh tế
Với lợi thế có nhiều trục đường giao thông quan trọng đi qua thì Tân Việt ngoài sản xuất nông nghiệp còn phát triển dịch vụ, buôn bán, kinh doanh. Nhóm dịch vụ, buôn bán phát triển mạnh ở Cống Tráng và một số ven các tỉnh lộ với nhiều loại hình và mặt hàng kinh doanh.